# Выгуровское кладбище
Вы́гуровское кла́дбище (укр. Ви́гурівське кладови́ще) — некрополь в Деснянском районе города Киева. Предназначался для захоронения жителей села Выгуровщина. Закрытый решением Исполкома КГГА № 34 от 16.01.2009 года, но разрешаются подзахоронение родственников.
На территории кладбища находятся военный мемориал (братская могила погибших в боях Великой Отечественной войны) и памятный знак жертвам голода на Украине (1932—1933).